# Курро
Франсіско Хосе Санчес Родрігес (ісп. Francisco José Sánchez Rodríguez; рід. 3 січня 1996, Ла-Пальма-дель-Кондадо) або просто Курро — іспанський футболіст, півзахисник клубу «Понферрадіна».

## Клубна кар'єра
Курро починав свою кар'єру в скромній команді «Алегрес». 2007 року він приєднався до системи «Севільї». 2013 року молодий гравець дебютував за другу команду клубу — «Севілья Атлетіко». У складі першої команди він дебютував 2 грудня 2015 року в матчі Кубка Іспанії проти «Логроньєса». У рамках Прімери його дебют відбувся 17 квітня 2016 року в матчі проти «Депортіво». Свій перший гол на професійному рівні він забив 21 серпня, вразивши сітку воріт Жирони в матчі команди дублерів в рамках Сегунда Дивізіону. Той матч завершився внічию 3–3.
16 липня 2019 року Курро підписав контракт на два роки з клубом другого дивізіону Нумансією. Під час чемпіонату він забив рекордні для себе 13 голів, але не зміг запобігти вильоту команди до нижчого дивізіону.
9 вересня 2020 року Курро підписав контракт на один рік з Понферрадіною, також клубом Дивізіону Сегунда.

## Кар'єра в збірній
З 2012 до 2015 року Курро представляв Іспанію на юнацькому рівні, загалом відігравши шістнадцять матчів і забивши в них чотири голи.

## Статистика виступів

### За клуб
Станом на 21 серпня 2020
| Клуб               | Сезон              | Ліга               | Ліга | Ліга | Кубок | Кубок | Європа | Європа | Загалом | Загалом |
| Клуб               | Сезон              | Дивізіон           | Ігри | Голи | Ігри  | Голи  | Ігри   | Голи   | Ігри    | Голи    |
| ------------------ | ------------------ | ------------------ | ---- | ---- | ----- | ----- | ------ | ------ | ------- | ------- |
| Севілья            | 2015–2016          | Ла-Ліга            | 4    | 0    | 2     | 0     | —      | —      | 6       | 0       |
| Севілья            | 2016–2017          | Ла-Ліга            | 0    | 0    | 0     | 0     | —      | —      | 0       | 0       |
| Севілья            | 2017–2018          | Ла-Ліга            | 0    | 0    | 0     | 0     | —      | —      | 0       | 0       |
| Севілья            | 2018–2019          | Ла-Ліга            | 0    | 0    | 0     | 0     | —      | —      | 0       | 0       |
| Севілья            | Загалом            | Загалом            | 4    | 0    | 2     | 0     | —      | —      | 6       | 0       |
| Нумансія           | 2019–20            | Сегунда Дивізіон   | 34   | 13   | 0     | 0     | —      | —      | 34      | 13      |
| Нумансія           | Загалом            | Загалом            | 34   | 13   | 0     | 0     | —      | —      | 34      | 13      |
| Загалом за кар'єру | Загалом за кар'єру | Загалом за кар'єру | 38   | 13   | 2     | 0     | 0      | 0      | 40      | 13      |